# Ла-Ронсьер
Ла-Ронсье́р — остров архипелага Земля Франца-Иосифа. Площадь острова 441 км², высочайшая точка — 431 метров. Административно относится к Приморскому району Архангельской области России.

## Расположение
Остров расположен в восточной части Земли Франца-Иосифа в 8 километрах к северу от Земли Вильчека — второго по размеру острова архипелага. Остров Ла-Ронсьер и Землю Вильчека разделяет пролив Вандербильт.

## Описание
Ла-ронсьер имеет овальную форму и почти полностью покрыт льдом, за исключением небольшой территории на северной оконечности острова и юго-западной области в районе мыса Рогатый. В общей сложности льдом покрыто 92 % острова — 406 км². Длина береговой линии острова — 92 километра.

## История
Остров был обнаружен в 1874 году в ходе австро-венгерской полярной экспедицией, возглавляемой военным топографом и альпинистом Юлиусом Пайером. Изначально остров Ла-Ронсьер был принят Пайером за выступ Земли Вильчека. Своё название остров Ла-Ронсьер получил в честь французского капитана Ля Ронсьер Ле Нури (фр. La Ronciere Le Noury), курьера императора Австро-Венгрии Франца Иосифа I.
На некоторых картах остров значится как остров Уитни (англ. Whitney Island), в честь американского исследователя Арктики Гарри Уитни. Это название острову дали участники экспедиции Циглера, но это название не прижилось, так как экспедиция Пайера обнаружила остров первой.

## Близлежащие малые острова
Гедж — небольшой, всего 1 километр в длину, остров в 6 километрах к юго-западу от острова Ла-Ронсьер и в 4 километрах к северу от Земли Вильчека.

## Топографичекая карта
- Лист карты U-41-XXV,XXVI,XXVII пролив Вандербильта. Масштаб: 1 : 200 000. Издание 1965 г.